# Anua olista
Anua olista är en fjärilsart som beskrevs av Swinhoe 1893. Anua olista ingår i släktet Anua och familjen nattflyn. Inga underarter finns listade i Catalogue of Life.